# Trit
Trit – jednostka informacji, najmniejsza porcja informacji w komputerach operujących w arytmetyce trójkowej, odpowiednik bitu w komputerach operujących na arytmetyce dwójkowej, czyli binarnej. Jest to najmniejsza ilość informacji potrzebna do określenia jednego z trzech równie prawdopodobnych stanów, który może przyjąć układ.